# Peče, Podklošter
Peče (nemško Pöckau) je naselje v Občini Podklošter v Okraju Beljak-dežela na Koroškem v Avstriji.